# Буффарини, Хулио
Ху́лио Альбе́рто Буффари́ни (исп. Julio Alberto Buffarini; родился 18 августа 1988 года, Кордова, Аргентина) — аргентинский футболист, полузащитник клуба «Тальерес».

## Клубная карьера
Буффарини начал карьеру в клубе «Тельерес» из своего родного города. В 2006 году он дебютировал во втором дивизионе. Только во втором сезоне стал чаще попадать в основу и постепенно завоевал место в основном составе. В 2010 году Буффарини перешёл в «Атлетико Тукуман». 8 августа в матче против «Индепендьенте Ривадавия» он дебютировал за новую команду. В этом же поединке он забил свой первый гол и принес клубу победу. По окончании сезона Хулио покинул «Атлетико» и перешёл в «Феррокарриль Оэсте». 9 августа в матче против «Химнасии Хухуй» он дебютировал за новый клуб. 28 августа в поединке против «Бока Унидос» Буффарини забил свой первый гол за «Феррокарриль».
В начале 2012 года Хулио перешёл в «Сан-Лоренсо». 24 марта в матче против «Атлетико Рафаэла» он дебютировал в аргентинской Примере. 9 сентября в поединке против «Колона» Буффарини забил свой первый гол за команду. В 2014 году он помог клубу выиграть чемпионат Инисиаль. 24 июля в полуфинале Кубка Либертадорес против боливийского «Боливара» Буффарини забил гол и помог своему клубу впервые в истории выйти в финал турнира. В августе Хулио стал обладателем Кубка Либертадорес. В феврале 2016 года он помог «Сан-Лоренсо» выиграть Суперкубок Аргентины.
В августе 2016 года Хулио перешёл в бразильский «Сан-Паулу». 5 августа в матче против «Атлетико Минейро» он дебютировал в бразильской Серии A.
В декабре 2017 года Буффарини перешёл в «Бока Хуниорс». Этот переход был крайне негативно встречен инчадой «Сан-Лоренсо», которая посчитала своего бывшего игрока предателем. 28 января в матче против «Колона» он дебютировал за новый клуб. В этом же сезоне Хулио стал чемпионом страны.

## Достижения
Командные
 «Сан-Лоренсо»
- Чемпионат Аргентины по футболу — Инисиаль 2013/2014
- Обладатель Кубка Либертадорес — 2014
- Обладатель Суперкубка Аргентины — 2015

 «Бока Хуниорс»
- Чемпионат Аргентины по футболу — 2017/18